# Pietro Bembo (vescovo)
Pietro Bembo (anche Giampietro; Venezia, 8 settembre 1536 – Venezia, 23 luglio 1589) è stato un vescovo cattolico italiano.

## Biografia
Nacque dai patrizi Bembo del ramo "di San Marco", figlio di Gianmatteo. Era pronipote dell'omonimo cardinale e umanista Pietro Bembo. Intrapresa la carriera ecclesiastica, pur non avendo svolto degli studi teologici regolari, il 21 ottobre 1564 venne nominato vescovo di Veglia, in Dalmazia. Si recò nella sua diocesi solo due volte e trascorse il resto della sua vita a Venezia; ciononostante la amministrò ottimamente, difendendola dalle rivendicazioni del potere civile.
Della sua attività pastorale resta un regolamento interno della diocesi con cui, basandosi sui dettami del Concilio di Trento, metteva mano agli abusi e alle negligenze del suo clero. È interessante notare come il Bembo, influenzato dalla famiglia e dall'apparato statale della Serenissima, emanasse tali istruzioni in senso prettamente tecnico, quasi si trattassero di leggi uscite da un organo civile e non religioso. Il regolamento, approvato nel 1579 dal vescovo di Verona Agostino Valier in qualità di visitatore apostolico, servirono al Bembo per controllare la sua sede da lontano. Morì dieci anni dopo nel suo palazzo di Santa Maria Nova.